# Mallorca Championships 2025
Mallorca Championships 2025, oficiálně Mallorca Championships presented by ecotrans Group, byl tenisový turnaj na mužském profesionálním okruhu ATP Tour, hraný v Mallorca Country Clubu. Pátý ročník Mallorca Championships probíhal mezi 22. a 28. červnem 2025 v západomallorském přímořském letovisku Santa Ponsa na travnatých dvorcích. Představoval závěrečnou přípravu na grandslam ve Wimbledonu.
Turnaj dotovaný 596 035 eury patřil do kategorie ATP Tour 250. Nejvýše nasazeným singlistou se opět stal desátý tenista světa Ben Shelton ze Spojených států, kterého ve druhém kole vyřadil 19letý krajan Learner Tien. Jako poslední přímý účastník do hlavní soutěže nastoupil francouzský 75. hráč žebříčku Arthur Rinderknech. V důsledku invaze Ruska na Ukrajinu na konci února 2022 řídící organizace tenisu ATP, WTA a ITF s grandslamy rozhodly, že ruští a běloruští tenisté mohli dále na okruzích startovat, ale do odvolání nikoli pod vlajkami Ruska a Běloruska.
Třetí singlový titul na okruhu ATP Tour, a druhý na trávě, vybojoval  Nizozemec Tallon Griekspoor. Ve 28 letech se stal nejstarším vítězem turnaje. Čtyřhru ovládli Mexičan Santiago González s Američanem Austinem Krajickem. Ve třítýdenní travnaté sezóně vyhráli, po triumfech ve Stuttgartu a Nottinghamu, třetí titul v řadě, se zápasovou bilancí 12–0.

## Rozdělení bodů a finančních odměn

### Rozdělení bodů
| Soutěž  | Soutěž      | vítězové | finalisté | semifinalisté | čtvrtfinalisté | 16 v kole | 28 v kole | Q  | Q2 | Q1 |
| ------- | ----------- | -------- | --------- | ------------- | -------------- | --------- | --------- | -- | -- | -- |
| dvouhra | [ 3 ] [ 7 ] | 250      | 165       | 100           | 50             | 25        | 0         | 13 | 7  | 0  |
| čtyřhra | [ 8 ]       | 250      | 150       | 90            | 45             | 20        | 0         | —  | —  | —  |

Vysvětlivky
1. ↑  Nasazení s volným losem do druhého kola v případě prohry neobdrželi žádné body.[1]

### Finanční odměny
| Soutěž                                | Soutěž      | vítězové | finalisté | semifinalisté | čtvrtfinalisté | 16 v kole | 28 v kole | Q2      | Q1      |
| ------------------------------------- | ----------- | -------- | --------- | ------------- | -------------- | --------- | --------- | ------- | ------- |
| dvouhra                               | [ 3 ] [ 7 ] | 90 675 € | 52 890 €  | 31 090 €      | 18 015 €       | 10 460 €  | 6 390 €   | 3 200 € | 1 745 € |
| čtyřhra                               | [ 8 ]       | 31 530 € | 16 940 €  | 9 910 €       | 5 500 €        | 3 240 €   | —         | —       | —       |
| částky ve čtyřhře jsou uvedeny na pár |             |          |           |               |                |           |           |         |         |

## Dvouhra mužů

### Nasazení
| Stát                           | Hráč                  | ATP | Nasazení |
| ------------------------------ | --------------------- | --- | -------- |
| USA                            | Ben Shelton           | 10. | 1.       |
| Kanada                         | Félix Auger-Aliassime | 27. | 2.       |
| USA                            | Alex Michelsen        | 33. | 3.       |
| Nizozemsko                     | Tallon Griekspoor     | 35. | 4.       |
| Francie                        | Alexandre Müller      | 40. | 5.       |
| Kanada                         | Gabriel Diallo        | 44. | 6.       |
| Španělsko                      | Roberto Bautista Agut | 51. | 7.       |
| Německo                        | Daniel Altmaier       | 52. | 8.       |
| Žebříček ATP k 16. červnu 2025 |                       |     |          |

### Jiné formy účasti
Následující hráči obdrželi divokou kartu:
- Justin Engel
- Fabio Fognini
- Rinky Hijikata

Následující hráči postoupili z kvalifikace:
- Nishesh Basavareddy
- Brandon Holt
- Ethan Quinn
- Bernard Tomic

### Odhlášení
před zahájením turnaje
- Gaël Monfils → nahradil jej  Damir Džumhur
- Kei Nišikori → nahradil jej  Daniel Altmaier
- Casper Ruud → nahradil jej  Hamad Medjedovic
- Alejandro Tabilo → nahradil jej  Learner Tien
- Jordan Thompson → nahradil jej  Pu Jün-čchao-kche-tche

## Mužská čtyřhra

### Nasazení
| Stát                                                                                    | Hráč            | Stát      | Hráč             | ATP | Nasazení |
| --------------------------------------------------------------------------------------- | --------------- | --------- | ---------------- | --- | -------- |
| Itálie                                                                                  | Simone Bolelli  | Itálie    | Andrea Vavassori | 25. | 1.       |
| Francie                                                                                 | Sadio Doumbia   | Francie   | Fabien Reboul    | 48. | 2.       |
| Argentina                                                                               | Máximo González | Argentina | Andrés Molteni   | 54. | 3.       |
| Indie                                                                                   | Juki Bhambri    | USA       | Robert Galloway  | 71. | 4.       |
| Žebříček ATP k 16. červnu 2025; číslo je součtem žebříčkového postavení obou členů páru |                 |           |                  |     |          |

### Jiné formy účasti
Následující páry obdržely divokou kartu:
- Justin Engel /  Andreas Mies
- Pedro Martínez /  Jaume Munar

## Přehled finále

### Mužská dvouhra
- Tallon Griekspoor vs.  Corentin Moutet, 7–5, 7–6(7–3)

### Mužská čtyřhra
- Santiago González /  Austin Krajicek vs.  Juki Bhambri /  Robert Galloway, 6−1, 1−6, [15−13]